# Agravis
Agravis est une coopérative agroalimentaire basée en Allemagne. Elle est créée en 2004 par la fusion de Raiffeisen Hauptgenossenschaft Nord (RHG), basée à Hanovre et de Raiffeisen Central-Genossenschaft Nordwest, basée à Münster. Agravis est présent notamment dans les céréales, les oléagineux, et les agrofournitures, ainsi que dans les biocarburants.